# Zwartsnavelboskalkoen
De zwartsnavelboskalkoen (Talegalla fuscirostris) is een vogel uit de familie grootpoothoenders (Megapodiidae). De wetenschappelijke naam van de soort is voor het eerst geldig gepubliceerd in 1877 door Salvadori. Het is een endemische vogelsoort uit Nieuw-Guinea.

## Beschrijving
Dit hoen is 53 cm lang en overwegend zwart gekleurd. Dit hoen lijkt erg op de roodsnavelboskalkoen die ook in ongeveer dezelfde streken voorkomt. De zwartsnavelboskalkoen heeft een zwarte snavel en gele poten. De kale huid rondom het oog is donkergrijs. Die kale huid op de kop van de roodsnavelboskalkoen is gelig tot olijfkleurig en verder heeft deze boskalkoen een oranjerode snavel en bleekgele poten en is gemiddeld 3 cm groter.

## Voorkomen en leefgebied
De zwartsnavelboskalkoen leeft in laaglandbos en heuvellandbos tot 800 m boven de zeespiegel in de zuidelijke laagvlaktes van Nieuw-Guinea van Port Moresby in Papoea-Nieuw-Guinea tot Papoea en West-Papoea en op de Aroe-eilanden (Indonesië).
Daar waar de roodsnavelboskalkoen ook voorkomt, heeft de zwartsnavelboskalkoen de neiging om in de lager gelegen bossen te verkeren.
De soort telt 4 ondersoorten:
- T. f. fuscirostris: zuidoostelijk Nieuw-Guinea.
- T. f. occidentis: zuidwestelijk Nieuw-Guinea.
- T. f. aruensis: de Aru-eilanden en zuidelijk Nieuw-Guinea.
- T. f. meyeri: noordelijk Nieuw-Guinea.

## Status
Het is geen bedreigde vogelsoort volgens de Rode Lijst van de IUCN.